# Сарр, Буна
Буна́ Жунио́р Сарр (фр. Bouna Junior Sarr; род. 31 января 1992, Лион) — сенегальский и французский футболист, защитник сборной Сенегала.

## Клубная карьера

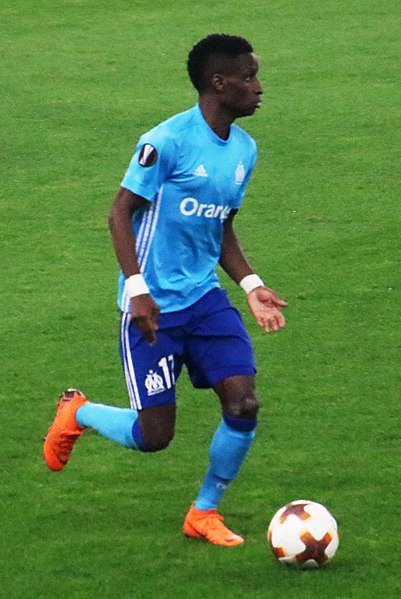
Сарр в составе «Марселя»

Буна Сарр начал свою футбольную карьеру в возрасте 6 лет, в родном городе в клубе «Жерлан», в 7-м округе Лиона. В 17-летнем возрасте он попадает в центр подготовки ФК «Мец». С командой он выиграл Кубок Гамбарделла в 2010 году. 29 июля 2011 года он сыграл свой первый официальный матч против «Тур». 18 мая следующего года он забил свой первый гол. 9 августа 2014 года Сарр сыграл свой первый матч в Лиге 1 против «Лилля». 28 февраля 2015 года забил он свой первый гол в Лиге 1 в ворота «Эвиана».
7 июля 2015 года «Марсель» объявил о подписании с ним контракта. 3 мая 2018 года Сарр сыграл в полуфинале Лиги Европы УЕФА против австрийского «Ред Булла», а «Марсель» проиграл на выезде со счетом 1: 2, но по сумме прошёл дальше и вышел в финале Лиги Европы УЕФА, который был сыгран 16 мая на Парк Олимпик Лионне в Десин-Шарпьё против «Атлетико Мадрид».
5 октября 2020 года Сарр стал игроком «Баварии». С 28-летним французом подписан четырёхлетний контракт — до 2024 года. По данным СМИ, сумма сделки составила 10 миллионов евро. 15 октября 2020 года Сарр дебютировал за «Баварию» в первом раунде Кубка Германии и отдал две голевые передачи новичку Эрику Шупо-Мотингу, а клуб победил команду из пятого дивизиона «Дюрен» 3:0. 25 августа 2021 года он забил свой первый гол за клуб в том же соревновании, в первом раунде следующего розыгрыша Кубка Германии, разгромив клуб пятого дивизиона «Бремер» 12:0.

## Международная карьера
Сарр родился во Франции в семье сенегальца по отцу и гвинейки по матери. В декабре 2014 года был вызван в сборную Гвинеи, но за них так и не играл. В конце апреля 2018 года к нему обратилась сборная Сенегала, и он отклонил предложение. Однако Сарр решил представлять Сенегал на международном уровне, поскольку в конце сентября 2021 года Алиу Сиссе вызвал его на предстоящие отборочные матчи чемпионата мира 2022 года против Намибии, Того и Конго. 9 октября 2021 года Сарр дебютировал за Сенегал в отборочном матче чемпионата мира 2022 против Намибии. Сарр был вызван в сборную Сенегала для участия в Кубке африканских наций 2021 года. На турнире он сыграл в каждом матче, а Сенегал в конечном итоге завоевал трофей, обыграв в финале по пенальти Египет.

## Достижения
«Бавария»
- Чемпион Германии (3): 2020/21, 2021/22, 2022/23
- Обладатель Суперкубка Германии: 2021
- Победитель клубного чемпионата мира по футболу: 2020

Сборная Сенегала
- Обладатель Кубка африканских наций: 2021